# (5824) Inagaki
(5824) Inagaki est un astéroïde de la ceinture principale.

## Description
(5824) Inagaki est un astéroïde de la ceinture principale. Il fut découvert le 24 décembre 1989 à Geisei par Tsutomu Seki. Il présente une orbite caractérisée par un demi-grand axe de 2,63 UA, une excentricité de 0,12 et une inclinaison de 12,7° par rapport à l'écliptique.

## Compléments